# Zemaljska obrana Tirola
Zemaljska obrana Tirola (njem. Landesverteidigungskommando in Tirol) je bila vojna formacija austrougarske vojske u Prvom svjetskom ratu. Tijekom Prvog svjetskog rata djelovala je na Talijanskom bojištu.

## Povijest
Zemaljska obrana Tirola formirana je u 24. svibnja 1915. na osnovi jedinica okruga Tirol sa zadatkom obrane zapadnih, južnih i istočnih granica Tirola. Zapovjednikom zemaljske obrane imenovan je general konjice Viktor Dankl kojemu je načelnik stožera bio general bojnik Kletus von Pichler. Sjedište stožera zemaljske obrane bilo je u Innsbrucku, a ista se nalazila u sastavu Jugozapadnog fronta. Tijekom postojanja zemaljska obranu je činilo pet okruga. Jedinice zemaljske obrane sudjelovale su u više graničnih okršaja s talijanskim snagama, te nisu sudjelovale u nekim većim vojnim operacijama. 
Tijekom priprema za Tirolsku ofenzivu došlo je do promjene zapovjedništva zemaljske obrane. Tako je u ožujku 1916. generala konjice Viktora Dankla koji je imenovan zapovjednikom novoustrojene 11. armije, na mjestu zapovjednika zamijenio general pješaštva Josef Roth. Istodobno i dio bojišta kojeg su držale postrojbe zemaljske obrane preuzele su jedinice novoformirane 11. armije, te 3. armije. Nakon neuspjeha Tirolske ofenzive Zemaljska obrana Tirola je 28. srpnja 1916. rasformirana.

## Zapovjednici
Viktor Dankl (14. svibnja 1915. – 15. ožujka 1916.)
Josef Roth (15. ožujka 1916. – 28. srpnja 1916.)

## Načelnici stožera
Kletus von Pichler (14. svibnja 1915. – 15. ožujka 1916.) 

## Sastav
- svibanj 1915.: 53. polubrigada, 54. polubrigada, 91. pješačka divizija, 90. pješačka divizija, 56. gorska brigada, Kombinirana divizija Pustertal, tvrđava Trento
- listopad 1915.: 53. polubrigada, 88. zemaljska brigada, 91. pješačka divizija, 8. pješačka divizija, 52. polubrigada, 90. pješačka divizija, Kombinirana divizija Pustertal, tvrđava Trento
- svibanj 1916.: 53. polubrigada, 91. pješačka divizija, 90. pješačka divizija, Kombinirana divizija Pustertal

## Vojni raspored Zemaljske obrane Tirola u svibnju 1915.
Zapovjednik: general konjice Viktor Dankl

Načelnik stožera: general bojnik Kletus von Pichler
- Okrug I (Ortler) (potpuk. Hradezny)
  - 53. polubrigada (potpuk. Hradezny)
  - tvrđave Nauders i Gomagoi

- Okrug II (Tonale) (puk. Stiller)
  - 54. polubrigada (puk. Stiller)
  - tvrđava Tonale

- Okrug III (Južni Tirol) (podmrš. Koennen-Horak)
  - 91. pješačka divizija (podmrš. Koennen-Horak)
  - a) Odsjek Judicarien
    - 50. polubrigada (puk. Spiegel)
    - tvrđava Lardaro

  - b) Odsjek Riva
    - tvrđava Riva (genboj. Schiesser)

  - c) Odsjek Etschtalsperre
    - 181. pješačka brigada (genboj. Englert)Josef Roth, zapovjednik Zemaljske obrane Tirola od ožujka 1916.

  - d) Odsjek Folgaria-Lavarone
    - 180. pješačka brigada (genboj. Verdross)
    - tvrđava Folgaria-Lavarone
    - tvrđava Tenna-Colle delle bene

  - e) Odsjek Valsugana
    - 52. polubrigada (puk. Kreschel)

- Okrug IV (Fleimstal) (podmrš. Scholz)
  - 90. pješačka divizija (podmrš. Scholz)
    - 55. gorska brigada (puk. Concini)
    - 179. pješačka brigada (puk. Schiessler)

- Okrug V (Pustertal) (podmrš. L.Goiginger)
  - Kombinirana divizija Pustertal (podmrš. L.Goiginger)
    - 51. gorska brigada (puk. Sparber)
    - 56. gorska brigada (genboj. Bankowski)

- tvrđava Trento (podmrš. Guseck)
  - 5. landšturmska mornarička brigada (genboj. Jonak)
  - 3. topnička brigada (puk. Kleinschnitz)

## Vojni raspored Zemaljske obrane Tirola u listopadu 1915.
Zapovjednik: general konjice Viktor Dankl

Načelnik stožera: general bojnik Kletus von Pichler
- Okrug I (Ortler) (puk. Abendorf)
  - 53. polubrigada (puk. Abendorf)
  - tvrđave Nauders i Gomagoi

- Okrug II (Tonale) (genboj. Eckhardt)
  - 88. zemaljska zaštitna brigada (genboj. Eckhardt)
  - tvrđave Tonale i PejoPoložaji Zemaljske obrane Tirola u svibnju 1915.

- Okrug III (Južni Tirol) (podmrš. Koennen-Horak)
  - 91. pješačka divizija (podmrš. Koennen-Horak)
  - Odsjek Judicarien
    - 50. polubrigada (puk. Spiegel)
    - tvrđava Lardaro

  - Odsjek Riva
    - tvrđava Riva (genboj. Schiesser)

  - 8. pješačka divizija (podmrš. Fabini)
    - 181. pješačka brigada (genboj. Englert)
    - 180. pješačka brigada (genboj. Verdross)
    - Grupa Ellison (puk. Ellison)
    - 52. polubrigada (puk. Kreschel)

- Okrug IV (Fleimstal) (podmrš. Scholz)
  - 90. pješačka divizija (podmrš. Scholz)
    - 55. gorska brigada (puk. Spielvogel)
    - 179. pješačka brigada (puk. Schiessler)
    - 58. gorska brigada (puk. Borotha)

- Okrug V (Pustertal) (podmrš. L.Goiginger)
  - Kombinirana divizija Pustertal (podmrš. L.Goiginger)
    - 96. pješačka brigada (puk. Vonbank)
    - 56. gorska brigada (genboj. Englert)

- tvrđava Trento (podmrš. Guseck)

## Vojni raspored Zemaljske obrane Tirola u svibnju 1916.
Zapovjednik: general pješaštva Josef Roth

- Okrug I (puk. Lempruch)
  - 53. polubrigada (puk. Lempruch)

- Okrug II (genboj. Steinhart)

- Okrug III (podmrš. Koennen-Horak)
  - 91. pješačka divizija (podmrš. Koennen-Horak)
    - Odsjek Pinzolo (puk. Seyfried)
    - Odsjek Judicarien (puk. Spiegel)
    - Odsjek Riva (podmrš. Schiesser)

- Okrug IV (podmrš. Scholz)
  - 90. pješačka divizija (podmrš. Scholz)
    - 55. gorska brigada (genboj. Spielvogel)
    - 179. pješačka brigada (puk. Schiessler)

- Okrug V (podmrš. L.Goiginger)
  - Kombinirana divizija Pustertal (podmrš. L.Goiginger)
    - 96. pješačka brigada (puk. Vonbank)
    - 56. gorska brigada (genboj. Eccher ab Echo)

## Vanjske poveznice
(eng.) Zemaljska obrana Tirola na stranici Austrianphilately.com  Arhivirana inačica izvorne stranice od 7. listopada 2014. (Wayback Machine)

(eng.) Zemaljska obrana Tirola na stranici Austro-Hungarian-Army.co.uk

(češ.) Zemaljska obrana Tirola na stranici Valka.cz